# Antonia Torre Yela
Antonia Torre Yela (Tetuán, Chamartín de la Rosa, 1922 - Madrid, 19 de febrero de 1940) fue una obrera española perteneciente a las Juventudes Socialistas Unificadas (JSU) fusilada en las tapias exteriores del cementerio de la Almudena tras acabar la guerra civil. Se le considera la "Rosa número catorce".

## Trayectoria
Sus padres eran originarios de la provincia de Burgos. Eran guardeses de una finca de Colmenar Viejo, que se trasladaron a vivir a Tetuán, un barrio obrero, en el término municipal de Chamartín de la Rosa, incorporado a Madrid en 1948. Era vecina y amiga de Luisa Rodríguez de la Fuente, una de las Trece Rosas. Ambas vivían en la calle Manchegos de Tetuán y habían colaborado en trabajos de retaguardia.
Antonia Torre Yela trabajaba en una fábrica de sobres. Se afilió en las JSU en octubre de 1936 y al acabar la guerra se incorporó al sector de Chamartín de la Rosa, que se estaba formando en la clandestinidad. Fue detenida junto a Luisa Rodríguez de la Fuente y trasladada a la prisión de Ventas el 3 de junio de 1936. Fue juzgada junto a las Trece Rosas y, en sentencia del 13 de agosto de ese mismo año, fue condenada a muerte. Sin embargo, un oficio de la Jefatura de Servicio de Orden Público de Madrid incorporado a la causa, informa que con fecha de 5 de agosto, realizada la ejecución a las 4:30 horas, no se había efectuado la referente a Antonio Torres Yera. Este error burocrático prolongó su vida hasta el 19 de febrero en que fue fusilada junto a las hermanas Concepción y Fernanda Casado Malpica.
Torres fue condenada a muerte por estar "complicada en el trabajo clandestino de la organización delictiva de las JSU". La sentencia contemplaba a otros 57 procesados por pertenecer a las JSU y el Partido Comunista de España (PCE). Se acusaba a todos de ser responsables de un delito de adhesión a la rebelión, previsto y penado en el artículo 238 del Código de Justicia Militar, con la agravante de la "trascendencia de los hechos y peligrosidad".